# Багдад
 Тази статия е за града в Ирак.  За административната област вижте Багдад (област).  
Багдад (на арабски: بغداد, /bæɣˈdæːd/) е столицата на Ирак и административен център на област Багдад. Той е най-големият град в страната и вторият по големина в Арабския свят (след Кайро) и в Югозападна Азия (след Техеран), като населението му е приблизително 7 200 000 души (2011).
Градът се намира на река Тигър и възниква през VIII век като столица на Абасидския халифат. Малко след своето създаване Багдад се превръща в значим културен, търговски и интелектуален център на Ислямския свят. Това, както и присъствието в града на няколко основни академични институции, като Дома на мъдростта, му създават световна репутация като център на знанието. През Развитото Средновековие Багдад е смятан за най-големия град в света с предполагаемо население около 1 200 000 души. Градът е почти напълно разрушен от монголците през 1258 година, което поставя началото на продължителен период на упадък, съпътстван от чести епидемия и превземания от различни държави. С признаването на независимостта на Ирак през 1938 година Багдад постепенно възстановява част от някогашния си блясък на център на арабската култура.
В наши дни градът на няколко пъти понася тежки щети върху своята инфраструктура, за последен път през Иракската война от 2003 – 2011 година. През 2012 година Багдад е сочен като едно от най-неблагоприятните за живот места в света и като най-лошият по качество на живот сред 221 големи града.

## Наименование
Името „Багдад“ е предислямско и неговият произход е спорен. Наименованието „Багдаду“, макар и отнасящо се за други по-малки селища, е регистрирано в асирийски клинописни текстове от IX век пр.н.е. и вавилонски надписи, носещи печата на цар Навуходоносор II (VI век пр.н.е.).
Съществуват няколко различни хипотези за произхода на името Багдад. Според най-широко приетата от тях то идва от персийските думи باغ (баг, „Бог“) и داد (дад, „дар“). Друга разпространена хипотеза отново извежда името от персийски, но със значение „хубава градина“.
Предполага се, че името Багдад се използва още от предислямската епоха за малко селище, съществувало на мястото на бъдещия град. При своето основаване през VIII век градът получава името Мадинат ал-Салаам („Град на мира“), което задълго е неговото официално наименование, въпреки че разговорно продължава да се използва и старото име. То постепенно се налага и в официална употреба и през XI век Багдад вече е единственото име, използвано за града.

## География и климат
Багдад се намира в центъра на обширната Месопотамска низина, на около 50 km източно от Ефрат и на бреговете на река Тигър, която го разделя на две части – западна, смятана за по-богата и наричана Карх, и източна – Рисафа. По-голямата част от града е на плосък терен, съставен от алувиални отложения, резултат от разливите на Тигър.
През вековете градът винаги е бил важен търговски и икономически център. Търговски пътища от Индия, Персия и Европа са минавали през него по едно или друго време. Днес квартал Керада се слави като средище на търговията в Багдад. Обслужва се от международно летище.
Климатът на Багдад е пустинен (BWh по Кьопен), като градът има едни от най-високите максимални температури в света. През лятото, от юни до август, средните максимални температури достигат 44 °C и са придружени от постоянно слънчево време – през този сезон валежи са регистрирани само няколко пъти и никога не са надхвърляли 1 mm. Не са рядкост температури, надхвърлящи 50 °C на сянка, и дори нощем рядко става по-хладно от 24 °C. Поради много ниската влажност на въздуха, обикновено под 10%, през лятото градът често е достиган от пясъчни бури от разположените на запад пустини. През зимата, от декември до февруари, средните максимални температури са около 17 °C, макар че не са редки и максимуми около 21 °C. Сутрините са хладни със средна минимална температура за януари 3,8 °C, като понякога температурите падат и под нулата.
Годишното количество на валежите е средно около 150 mm, но в отделни години достига 338 mm или пада до едва 37 mm, като почти всички валежи падат между ноември и март. На 11 януари 2008 година за пръв път от поне век в града вали лек сняг.
| Багдад                                                              | Багдад | Багдад | Багдад | Багдад | Багдад | Багдад | Багдад | Багдад | Багдад | Багдад | Багдад | Багдад | Багдад  |
| Месеци                                                              | яну.   | фев.   | март   | апр.   | май    | юни    | юли    | авг.   | сеп.   | окт.   | ное.   | дек.   | Годишно |
| Абсолютни максимални температури (°C)                               | 24,8   | 28,2   | 30,9   | 38,6   | 43,5   | 48,8   | 50,0   | 49,9   | 47,7   | 40,2   | 35,6   | 25,3   |         |
| Средни максимални температури (°C)                                  | 15,5   | 18,5   | 23,6   | 29,9   | 36,5   | 41,3   | 44,0   | 43,5   | 40,2   | 33,4   | 23,7   | 17,2   | 30,6    |
| Средни минимални температури (°C)                                   | 3,8    | 5,5    | 9,6    | 15,2   | 20,1   | 23,3   | 25,5   | 24,5   | 20,7   | 15,9   | 9,2    | 5,1    | 14,9    |
| Абсолютни минимални температури (°C)                                | −11    | −10    | −5,5   | −0,6   | 8,3    | 14,6   | 22,4   | 20,6   | 15,3   | 6,2    | −1,5   | −8,7   |         |
| Средни месечни валежи (mm)                                          | 27,2   | 19,1   | 22,0   | 15,6   | 3,2    | 0      | 0      | 0      | 0      | 3,3    | 12,4   | 20,0   | 122,8   |
| ------------------------------------------------------------------- | ------ | ------ | ------ | ------ | ------ | ------ | ------ | ------ | ------ | ------ | ------ | ------ | ------- |
| Източник: Световна метеорологична организация Climate & Temperature |        |        |        |        |        |        |        |        |        |        |        |        |         |

## История

### Абасидски Багдад
След като се налагат над първата ислямска династия на Умаядите, Абасидите решават да основат своя собствена столица. На 30 юли 762 година халифът Ал-Мансур определя мястото на новия град северно от древния център Ктезифон и възлага изграждането му на Бармакидите. Новопостроеният град напълно измества разположения на 30 km югоизточно от Ктезифон, от който остават само развалини, както по-рано Ктезифон замества древните месопотамски столици Селевкия и Вавилон.
Ал-Мансур събира инженери и архитекти от целия ислямски свят, както и над 100 хиляди работници, които работят за построяването на града. Градът е построен между 764 и 768 година, като при планирането му са търсени аналогии с описанието на рая в Корана. Първоначално градът има формата на кръг с диаметър 2 km, заради което става известен като Кръглия град, като впоследствие е добавен втори по-голям кръг около първия.
Градските стени имат четири порти, наречени на Куфа, Басра, Хорасан и Дамаск и разположени на 2,4 km една от друга. Самата стена е дебела 44 m в основата и 12 m на върха, а височината ѝ е 30 m. Тази основна стена е заобиколена от втора външна стена и пълен с вода ров. В самия център на Багдад е разположен площад с двореца на халифа, в средата на който се издига зелен купол с височина 39 m. Около двореца са разположени резиденции и имения на висши служители на халифа. След смъртта на халифа Ал-Амин през 813 година халифите вече не живеят в централния дворец.
През VIII и IX век варяги пътуват до Багдад, за да търгуват в града.
Поколение след своето основаване Багдад се превръща в център на образованието и търговията. Домът на мъдростта е институция, която се занимава с превода на гръцки, персийски и сирийски книги. В града се стичат учени от целия Халифат, улеснявайки преноса на персийско, гръцко и индийско научно и техническо познание. Смята се, че от времето малко след своето основаване до 30-те години на X век Багдад е най-големият град в света. Според някои оценки през X век градът достига повече от 1 милион и дори 2 милиона жители. Багдад от този период на разцвет е сцена на много от разказите в „Хиляда и една нощ“.
Бързото разрастване на Багдад през първите десетилетия от създаването му постепенно се забавя. Причина за това са политическите трудности на Халифата, загубата на територии и преместването на столицата в Самара за продължителни периоди през IX век. През X век халифите губят реалната си власт за сметка на нови династии като Буидите и Селджуците и се превръщат в главно церемониални водачи на ислямския свят.

### Монголско и османско управление
На 10 февруари 1258 година Багдад е превзет от основателя на монголския Илханат и внук на Чингис хан Хулагу. След падането на града големи части от него, включително много от напоителните съоръжения, са разрушени, а много от жителите са избити. Това слага край на Абасидския халифат и нанася тежък удар на цялата ислямска цивилизация.
След 1258 година Багдад е част от владенията на Илханата, чийто център е в днешен северозападен Иран. През 1401 година градът отново е разграбен, сега от средноазиатския тюркски владетел Тимур, при което са избити почти всички жители. След разпадането на Илханата Багдад последователно е владение на Далайиридите (1400 – 1411), Кара Коюнлу (1411 – 1469), Ак Коюнлу (1469 – 1508) и Сефевидите (1508 – 1534).
През 1534 година Багдад е завзет от Османската империя. През следващите столетия градът запада, тъй като остава в периферията на империята в близост до враждебната на Османците сунити държава на шиитите Сефевиди. Между 1623 и 1639 година, по време на Сефевидско-османската война, градът отново е под сефевидски контрол, но османците си го връщат. През този период Багдад често е обхващан от тежки епидемии на чума и холера, като на няколко пъти измира до две трети от населението му.
В края на XVIII век Багдад преживява период на относителен подем, докато е столица на създадения през 1704 година полунезависим режим на иракските мамелюци. Прякото османско управление е възстановено през 1831 година. През 1907 година населението на града е около 185 хиляди души.

### Най-нова история
Багдад остава под контрола на османците до Първата световна война, когато през 1917 година е завзет от британците. През 1920 година става столица на британската мандатна територия Ирак, а през 1932 година – на формално независимото Кралство Ирак. На 1 април 1941 година в Багдад е извършен преврат и е създадено прогерманско правителство, но то е свалено от британците на 31 май след кратката Англо-иракска война. До средата на века населението на града нараства до 580 хиляди души.
На 14 юли 1958 година в Багдад е извършен преврат, монархията е премахната, а кралят и членове на семейството му са убити. През 1963 година, отново с преврат, е установен баасистки режим, оглавен през 1979 година от Саддам Хюсеин. През 70-те години населението нараства с огромни темпове, най-вече заради бурното развитие в резултат на големия скок в цената на петрола, основният износен продукт на Ирак. През този период активно се изгражда нова инфраструктура – водопроводи, канализация, улици.
Ирано-иракската война през 80-те години слага край на този период на бързо развитие, тъй като разходите за инфраструктура са пренасочени към армията. Във войната загиват над 1,5 милиона иракчани, сред които хиляди жители на Багдад. Иран на няколко пъти обстрелва града с ракети, но не успява да нанесе големи щети или да убие много хора. Войната в Персийския залив през 1991 година и Иракската война през 2003 година нанасят значителни щети на градската инфраструктура – пътища, електроснабдяване, водоснабдяване и канализация, главно в резултат на масираните бомбардировки.

## Население
Числеността на населението на Багдад до началото на военните действия на САЩ (2003 г.) е над 5,1 млн. души. В резултат на войната и смъртта на част от жителите на града, и основно на последвалата емиграция на багдадците в други градове на страната и в чужбина, броят на градското население значително намалява.
Националният състав на населението на Багдад е представен основно от арабите (75%), има също и кюрди, турци, асирийци, арменци, евреи и др. Държавен език е арабския, широко разпространение има и кюрдския, получил статут на официален. Сред вярващите преобладават мюсюлманите шиити и сунити (над 90% от населението), има незначителна част християни и юдеи.

## Управление
Багдад е политически, икономически и културен център на Ирак. В него се намират седалището на правителството, всички централни държавни и религиозни учреждения и много дипломатически представителства.
В административно отношение градът се разделя на 9 района:
- Адамия
- Багдад ал-Джадида
- Кадимия
- Карада
- Карх
- Мадинат ас-Садър
- Мансур
- Рашид
- Русафа

От своя страна районите се разделят на 89 квартала, всеки от които се управлява от пряко избран квартален съвет. Кварталните съвети избират между своите членове районни съвети, а районните съвети – градски съвет от 37 души.

## Инфраструктура
Градът е важен транспортен възел. На територията му са разположени многобройни университети и училища, театри, музеи и паметници на архитектурата.
Университетът Мустансирия води началото си от медресе, основано през 1227 година от халифа Мустансир. С около 80 хиляди студенти Багдадският университет е най-големият в страната и вторият по големина в Арабския свят след Каирския университет. Други големи висши училища са Иракския университет, университетът Нахрайн, Техническия университет.

## Култура
Багдад винаги е бил сред водещите арабски градове по отношение на музика, театър и визуални изкуства. Тук са родени или са творили редица известни писатели, художници и музиканти.
Създаването на по-голямата част от архитектурните съоръжения на Багдад, признати впоследствие за културни и исторически паметници, се извършва към 12 – 14 век. Сред тях са дворецът на Абасидите (края на 12 – началото на 13 век), мавзолеят на Зубайда (първата половина на 13 век), медресето Мустансирия (13 век, реконструиран през 20 век), портата Бао ал Вастани (първата половина на 13 век), минарето Сук ал Газал (втората половина на 13 век), сградата на кервансарая на хан Марджан (средата на 14 век). В началото на 16 век в Багдад е построена джамията Кадимия, реставрирана два пъти: през 17 и в средата на 20 век. В нея са погребани двама шиитски имами, което я прави важен поклоннически център.
Сред съвременните скулптурни произведения са релефния монумент от камък и бронз „Революцията от 14 юни“, построен през 1960 г. и Паметника на незнайния войн, който е издигнат през 1959 г. на булевард „Саадун“. В западната част на Багдад са сградите на парламента и правителството, както и двореца Ар Рихаб. В града има построени три университета, както и редица институти и Академията на науките. Най-голямата библиотека в Багдад е Обществената библиотека. През 1940-те и 1950-те години е построен моста Ал Сарафия през река Тигър, свързващ двете части на столицата. По време на бомбардировките над Багдад от американски и британски самолети през пролетта на 2003 г., архитектурното наследство на града претърпява значителни щети.
В Багдад има няколко музейни институции: Иракски национален музей, Иракски природонаучен музей, Музей на модерното изкуство, Иракски военен музей. По време на военните действия в Ирак през 2003 г., голяма част от музейните експонати с историческа и културна стойност са разграбени, а много архитектурни паметници – разрушени от бомбардировките.
Преди войната от 2003 година Багдадската зоологическа градина е най-голямата в Близкия изток, но поради липсата на средства за храна и кражбите на животни за храна по време на войната, след нея в зоологическата градина остават едва 35 животни.

## Известни личности
Починали в Багдад
- Абу Хасан Ашари (874 – 936), богослов
- Абу Нувас (756 – 815), поет
- Абул Уафа (940 – 998), учен
- Саддам Хюсеин (1937 – 2006), политик

Други
- Ал Газали (1058 – 1111), философ, преподава в града през 1091 – 1095
- Мидхат паша (1822 – 1883), политик, губернатор през 1869 – 1871
- Саади (1184 – 1283), поет, живее в града през 1195 – 1226